# Ski Classics 2021/22
Die Visma Ski Classics 2022/23 war die 12. Austragung der Wettkampfserie im Skilanglauf. Sie umfasst 14 Rennen davon 12 Skimarathons im Massenstart, die in klassischer Technik ausgetragen werden. Die Serie begann am 18. Dezember 2021 mit dem Teamprolog in Orsa und endete am 9. April 2022 mit dem Skimarathon Ylläs–Levi in Finnland. Die Gesamtwertung bei den Männern gewann zum dritten Mal der Norweger Andreas Nygaard. Bei den Frauen wurde Britta Johansson Norgren, die vier Rennen gewann, zum sechsten Mal Erste.

## Männer

### Ergebnisse
| 1.Ski Classics in Orsa – Prolog | 1.Ski Classics in Orsa – Prolog | 1.Ski Classics in Orsa – Prolog | 1.Ski Classics in Orsa – Prolog | 1.Ski Classics in Orsa – Prolog |
| ------------------------------- | ------------------------------- | ------------------------------- | ------------------------------- | ------------------------------- |
| Datum                           | Disziplin                       | Erster Platz                    | Zweiter Platz                   | Dritter Platz                   |
| 18. Dezember 2021               | Teamprolog 9 km klassisch       | Team Ragde Charge               | Lager 157 Ski Team              | Team Ramudden                   |
| 19. Dezember 2021               | Einzelprolog 33 km klassisch    | Emil Persson                    | Jermil Wokujew                  | Kasper Stadaas                  |

| 2.Ski Classics in Sexten – Pustertaler Ski-Marathon | 2.Ski Classics in Sexten – Pustertaler Ski-Marathon | 2.Ski Classics in Sexten – Pustertaler Ski-Marathon | 2.Ski Classics in Sexten – Pustertaler Ski-Marathon | 2.Ski Classics in Sexten – Pustertaler Ski-Marathon |
| --------------------------------------------------- | --------------------------------------------------- | --------------------------------------------------- | --------------------------------------------------- | --------------------------------------------------- |
| Datum                                               | Disziplin                                           | Erster Platz                                        | Zweiter Platz                                       | Dritter Platz                                       |
| 8. Januar 2022                                      | 62 km klassisch                                     | Max Novak                                           | Oskar Kardin                                        | Stian Hoelgaard                                     |

| 3.Ski Classics in Niederdorf – Prato Piazza Mountain Challenge | 3.Ski Classics in Niederdorf – Prato Piazza Mountain Challenge | 3.Ski Classics in Niederdorf – Prato Piazza Mountain Challenge | 3.Ski Classics in Niederdorf – Prato Piazza Mountain Challenge | 3.Ski Classics in Niederdorf – Prato Piazza Mountain Challenge |
| -------------------------------------------------------------- | -------------------------------------------------------------- | -------------------------------------------------------------- | -------------------------------------------------------------- | -------------------------------------------------------------- |
| Datum                                                          | Disziplin                                                      | Erster Platz                                                   | Zweiter Platz                                                  | Dritter Platz                                                  |
| 9. Januar 2022                                                 | 32 km klassisch                                                | Johannes Eklöf                                                 | Stian Hoelgaard                                                | Tord Asle Gjerdalen                                            |

| 4.Ski Classics in Vinschgau – La Venosta Time Trial | 4.Ski Classics in Vinschgau – La Venosta Time Trial | 4.Ski Classics in Vinschgau – La Venosta Time Trial | 4.Ski Classics in Vinschgau – La Venosta Time Trial | 4.Ski Classics in Vinschgau – La Venosta Time Trial |
| --------------------------------------------------- | --------------------------------------------------- | --------------------------------------------------- | --------------------------------------------------- | --------------------------------------------------- |
| Datum                                               | Disziplin                                           | Erster Platz                                        | Zweiter Platz                                       | Dritter Platz                                       |
| 15. Januar 2022                                     | 10 km klassisch                                     | Tord Asle Gjerdalen                                 | Martin Løwstrøm Nyenget                             | Jermil Wokujew                                      |

| 5.Ski Classics in Zuoz – La Diagonela | 5.Ski Classics in Zuoz – La Diagonela | 5.Ski Classics in Zuoz – La Diagonela | 5.Ski Classics in Zuoz – La Diagonela | 5.Ski Classics in Zuoz – La Diagonela |
| ------------------------------------- | ------------------------------------- | ------------------------------------- | ------------------------------------- | ------------------------------------- |
| Datum                                 | Disziplin                             | Erster Platz                          | Zweiter Platz                         | Dritter Platz                         |
| 22. Januar 2022                       | 55 km klassisch                       | Kasper Stadaas                        | Stian Hoelgaard                       | Mikael Gunnulfsen                     |

| 6. Ski Classics im Val di Fiemme und Val di Fassa – Marcialonga | 6. Ski Classics im Val di Fiemme und Val di Fassa – Marcialonga | 6. Ski Classics im Val di Fiemme und Val di Fassa – Marcialonga | 6. Ski Classics im Val di Fiemme und Val di Fassa – Marcialonga | 6. Ski Classics im Val di Fiemme und Val di Fassa – Marcialonga |
| --------------------------------------------------------------- | --------------------------------------------------------------- | --------------------------------------------------------------- | --------------------------------------------------------------- | --------------------------------------------------------------- |
| Datum                                                           | Disziplin                                                       | Erster Platz                                                    | Zweiter Platz                                                   | Dritter Platz                                                   |
| 30. Januar 2022                                                 | 70 km klassisch                                                 | Jermil Wokujew                                                  | Kasper Stadaas                                                  | Maxim Wylegschanin                                              |

| 7. Ski Classics von Bedřichov – Isergebirgslauf | 7. Ski Classics von Bedřichov – Isergebirgslauf | 7. Ski Classics von Bedřichov – Isergebirgslauf | 7. Ski Classics von Bedřichov – Isergebirgslauf | 7. Ski Classics von Bedřichov – Isergebirgslauf |
| ----------------------------------------------- | ----------------------------------------------- | ----------------------------------------------- | ----------------------------------------------- | ----------------------------------------------- |
| Datum                                           | Disziplin                                       | Erster Platz                                    | Zweiter Platz                                   | Dritter Platz                                   |
| 13. Februar 2022                                | 50 km klassisch                                 | Andreas Nygaard                                 | Martin Løwstrøm Nyenget                         | Johannes Eklöf                                  |

| 8. Ski Classics von Otepää – Tartu Maraton | 8. Ski Classics von Otepää – Tartu Maraton | 8. Ski Classics von Otepää – Tartu Maraton | 8. Ski Classics von Otepää – Tartu Maraton | 8. Ski Classics von Otepää – Tartu Maraton |
| ------------------------------------------ | ------------------------------------------ | ------------------------------------------ | ------------------------------------------ | ------------------------------------------ |
| Datum                                      | Disziplin                                  | Erster Platz                               | Zweiter Platz                              | Dritter Platz                              |
| 20. Februar 2022                           | 63 km klassisch                            | Emil Persson                               | Andreas Nygaard                            | Max Novak                                  |

| 9. Ski Classics von Sälen nach Mora – Wasalauf | 9. Ski Classics von Sälen nach Mora – Wasalauf | 9. Ski Classics von Sälen nach Mora – Wasalauf | 9. Ski Classics von Sälen nach Mora – Wasalauf | 9. Ski Classics von Sälen nach Mora – Wasalauf |
| ---------------------------------------------- | ---------------------------------------------- | ---------------------------------------------- | ---------------------------------------------- | ---------------------------------------------- |
| Datum                                          | Disziplin                                      | Erster Platz                                   | Zweiter Platz                                  | Dritter Platz                                  |
| 6. März 2022                                   | 90 km klassisch                                | Andreas Nygaard                                | Emil Persson                                   | Axel Jutterström                               |

| 10. Ski Classics von Rena nach Lillehammer – Birkebeinerrennet | 10. Ski Classics von Rena nach Lillehammer – Birkebeinerrennet | 10. Ski Classics von Rena nach Lillehammer – Birkebeinerrennet | 10. Ski Classics von Rena nach Lillehammer – Birkebeinerrennet | 10. Ski Classics von Rena nach Lillehammer – Birkebeinerrennet |
| -------------------------------------------------------------- | -------------------------------------------------------------- | -------------------------------------------------------------- | -------------------------------------------------------------- | -------------------------------------------------------------- |
| Datum                                                          | Disziplin                                                      | Erster Platz                                                   | Zweiter Platz                                                  | Dritter Platz                                                  |
| 19. März 2022                                                  | 54 km klassisch                                                | Andreas Nygaard                                                | Max Novak                                                      | Emil Persson                                                   |

| 11. Ski Classics von Vålådalen nach Åre – Årefjällsloppet | 11. Ski Classics von Vålådalen nach Åre – Årefjällsloppet | 11. Ski Classics von Vålådalen nach Åre – Årefjällsloppet | 11. Ski Classics von Vålådalen nach Åre – Årefjällsloppet | 11. Ski Classics von Vålådalen nach Åre – Årefjällsloppet |
| --------------------------------------------------------- | --------------------------------------------------------- | --------------------------------------------------------- | --------------------------------------------------------- | --------------------------------------------------------- |
| Datum                                                     | Disziplin                                                 | Erster Platz                                              | Zweiter Platz                                             | Dritter Platz                                             |
| 26. März 2022                                             | 100 km klassisch                                          | Kasper Stadaas                                            | Runar Skaug Mathisen                                      | Emil Persson                                              |

| 12. Ski Classics in Bardufoss – Reistadløpet | 12. Ski Classics in Bardufoss – Reistadløpet | 12. Ski Classics in Bardufoss – Reistadløpet | 12. Ski Classics in Bardufoss – Reistadløpet | 12. Ski Classics in Bardufoss – Reistadløpet |
| -------------------------------------------- | -------------------------------------------- | -------------------------------------------- | -------------------------------------------- | -------------------------------------------- |
| Datum                                        | Disziplin                                    | Erster Platz                                 | Zweiter Platz                                | Dritter Platz                                |
| 2. April 2022                                | 50 km klassisch                              | Martin Løwstrøm Nyenget                      | Tord Asle Gjerdalen                          | Mikael Gunnulfsen                            |

| 13. Ski Classics von Äkäslompolo nach Levi – Ylläs–Levi | 13. Ski Classics von Äkäslompolo nach Levi – Ylläs–Levi | 13. Ski Classics von Äkäslompolo nach Levi – Ylläs–Levi | 13. Ski Classics von Äkäslompolo nach Levi – Ylläs–Levi | 13. Ski Classics von Äkäslompolo nach Levi – Ylläs–Levi |
| ------------------------------------------------------- | ------------------------------------------------------- | ------------------------------------------------------- | ------------------------------------------------------- | ------------------------------------------------------- |
| Datum                                                   | Disziplin                                               | Erster Platz                                            | Zweiter Platz                                           | Dritter Platz                                           |
| 9. April 2022                                           | 70 km klassisch                                         | Emil Persson                                            | Johan Hoel                                              | Andreas Nygaard                                         |

### Gesamtwertung
| |                      |        |
| \| Rang \| Name \| Punkte \| \| ---- \| -------------------- \| ------ \| \| 1. \| Andreas Nygaard \| 2058 \| \| 2. \| Emil Persson \| 1717 \| \| 3. \| Max Novak \| 1597 \| \| 4. \| Kasper Stadaas \| 1505 \| \| 5. \| Johannes Eklöf \| 1424 \| \| 6. \| Tord Asle Gjerdalen \| 1365 \| \| 7. \| Runar Skaug Mathisen \| 1107 \| \| 8. \| Johan Hoel \| 1042 \| \| 9. \| Herman Paus \| 1028 \| \| 10. \| Stian Hoelgaard \| 1025 \| |                      |        |
| Rang | Name                 | Punkte |
| 1. | Andreas Nygaard      | 2058   |
| 2. | Emil Persson         | 1717   |
| 3. | Max Novak            | 1597   |
| 4. | Kasper Stadaas       | 1505   |
| 5. | Johannes Eklöf       | 1424   |
| 6. | Tord Asle Gjerdalen  | 1365   |
| 7. | Runar Skaug Mathisen | 1107   |
| 8. | Johan Hoel           | 1042   |
| 9. | Herman Paus          | 1028   |
| 10. | Stian Hoelgaard      | 1025   |

## Frauen

### Ergebnisse
| 1.Ski Classics in Orsa – Prolog | 1.Ski Classics in Orsa – Prolog | 1.Ski Classics in Orsa – Prolog | 1.Ski Classics in Orsa – Prolog | 1.Ski Classics in Orsa – Prolog |
| ------------------------------- | ------------------------------- | ------------------------------- | ------------------------------- | ------------------------------- |
| Datum                           | Disziplin                       | Erster Platz                    | Zweiter Platz                   | Dritter Platz                   |
| 18. Dezember 2021               | Teamprolog 9 km klassisch       | Lager 157 Ski Team              | Team Ramudden                   | Team Ragde Charge               |
| 19. Dezember 2021               | Einzelprolog 33 km klassisch    | Astrid Øyre Slind               | Britta Johansson Norgren        | Lina Korsgren                   |

| 2.Ski Classics in Sexten – Pustertaler Ski-Marathon | 2.Ski Classics in Sexten – Pustertaler Ski-Marathon | 2.Ski Classics in Sexten – Pustertaler Ski-Marathon | 2.Ski Classics in Sexten – Pustertaler Ski-Marathon | 2.Ski Classics in Sexten – Pustertaler Ski-Marathon |
| --------------------------------------------------- | --------------------------------------------------- | --------------------------------------------------- | --------------------------------------------------- | --------------------------------------------------- |
| Datum                                               | Disziplin                                           | Erster Platz                                        | Zweiter Platz                                       | Dritter Platz                                       |
| 8. Januar 2022                                      | 62 km klassisch                                     | Britta Johansson Norgren                            | Ida Dahl                                            | Astrid Øyre Slind                                   |

| 3.Ski Classics in Niederdorf – Prato Piazza Mountain Challenge | 3.Ski Classics in Niederdorf – Prato Piazza Mountain Challenge | 3.Ski Classics in Niederdorf – Prato Piazza Mountain Challenge | 3.Ski Classics in Niederdorf – Prato Piazza Mountain Challenge | 3.Ski Classics in Niederdorf – Prato Piazza Mountain Challenge |
| -------------------------------------------------------------- | -------------------------------------------------------------- | -------------------------------------------------------------- | -------------------------------------------------------------- | -------------------------------------------------------------- |
| Datum                                                          | Disziplin                                                      | Erster Platz                                                   | Zweiter Platz                                                  | Dritter Platz                                                  |
| 9. Januar 2022                                                 | 32 km klassisch                                                | Ida Dahl                                                       | Astrid Øyre Slind                                              | Emilie Fleten                                                  |

| 4.Ski Classics in Vinschgau – La Venosta Time Trial | 4.Ski Classics in Vinschgau – La Venosta Time Trial | 4.Ski Classics in Vinschgau – La Venosta Time Trial | 4.Ski Classics in Vinschgau – La Venosta Time Trial | 4.Ski Classics in Vinschgau – La Venosta Time Trial |
| --------------------------------------------------- | --------------------------------------------------- | --------------------------------------------------- | --------------------------------------------------- | --------------------------------------------------- |
| Datum                                               | Disziplin                                           | Erster Platz                                        | Zweiter Platz                                       | Dritter Platz                                       |
| 15. Januar 2022                                     | 10 km klassisch                                     | Britta Johansson Norgren                            | Ida Dahl                                            | Lina Korsgren                                       |

| 5.Ski Classics in Zuoz – La Diagonela | 5.Ski Classics in Zuoz – La Diagonela | 5.Ski Classics in Zuoz – La Diagonela | 5.Ski Classics in Zuoz – La Diagonela | 5.Ski Classics in Zuoz – La Diagonela |
| ------------------------------------- | ------------------------------------- | ------------------------------------- | ------------------------------------- | ------------------------------------- |
| Datum                                 | Disziplin                             | Erster Platz                          | Zweiter Platz                         | Dritter Platz                         |
| 22. Januar 2022                       | 55 km klassisch                       | Ida Dahl                              | Britta Johansson Norgren              | Lina Korsgren                         |

| 6. Ski Classics im Val di Fiemme und Val di Fassa – Marcialonga | 6. Ski Classics im Val di Fiemme und Val di Fassa – Marcialonga | 6. Ski Classics im Val di Fiemme und Val di Fassa – Marcialonga | 6. Ski Classics im Val di Fiemme und Val di Fassa – Marcialonga | 6. Ski Classics im Val di Fiemme und Val di Fassa – Marcialonga |
| --------------------------------------------------------------- | --------------------------------------------------------------- | --------------------------------------------------------------- | --------------------------------------------------------------- | --------------------------------------------------------------- |
| Datum                                                           | Disziplin                                                       | Erster Platz                                                    | Zweiter Platz                                                   | Dritter Platz                                                   |
| 30. Januar 2022                                                 | 70 km klassisch                                                 | Ida Dahl                                                        | Astrid Øyre Slind                                               | Lina Korsgren                                                   |

| 7. Ski Classics von Bedřichov – Isergebirgslauf | 7. Ski Classics von Bedřichov – Isergebirgslauf | 7. Ski Classics von Bedřichov – Isergebirgslauf | 7. Ski Classics von Bedřichov – Isergebirgslauf | 7. Ski Classics von Bedřichov – Isergebirgslauf |
| ----------------------------------------------- | ----------------------------------------------- | ----------------------------------------------- | ----------------------------------------------- | ----------------------------------------------- |
| Datum                                           | Disziplin                                       | Erster Platz                                    | Zweiter Platz                                   | Dritter Platz                                   |
| 13. Februar 2022                                | 50 km klassisch                                 | Ida Dahl                                        | Britta Johansson Norgren                        | Thea Krokan Murud                               |

| 8. Ski Classics von Otepää – Tartu Maraton | 8. Ski Classics von Otepää – Tartu Maraton | 8. Ski Classics von Otepää – Tartu Maraton | 8. Ski Classics von Otepää – Tartu Maraton | 8. Ski Classics von Otepää – Tartu Maraton |
| ------------------------------------------ | ------------------------------------------ | ------------------------------------------ | ------------------------------------------ | ------------------------------------------ |
| Datum                                      | Disziplin                                  | Erster Platz                               | Zweiter Platz                              | Dritter Platz                              |
| 20. Februar 2022                           | 63 km klassisch                            | Britta Johansson Norgren                   | Thea Krokan Murud                          | Magni Smedås                               |

| 9. Ski Classics von Sälen nach Mora – Wasalauf | 9. Ski Classics von Sälen nach Mora – Wasalauf | 9. Ski Classics von Sälen nach Mora – Wasalauf | 9. Ski Classics von Sälen nach Mora – Wasalauf | 9. Ski Classics von Sälen nach Mora – Wasalauf |
| ---------------------------------------------- | ---------------------------------------------- | ---------------------------------------------- | ---------------------------------------------- | ---------------------------------------------- |
| Datum                                          | Disziplin                                      | Erster Platz                                   | Zweiter Platz                                  | Dritter Platz                                  |
| 6. März 2022                                   | 90 km klassisch                                | Astrid Øyre Slind                              | Britta Johansson Norgren                       | Emilie Fleten                                  |

| 10. Ski Classics von Rena nach Lillehammer – Birkebeinerrennet | 10. Ski Classics von Rena nach Lillehammer – Birkebeinerrennet | 10. Ski Classics von Rena nach Lillehammer – Birkebeinerrennet | 10. Ski Classics von Rena nach Lillehammer – Birkebeinerrennet | 10. Ski Classics von Rena nach Lillehammer – Birkebeinerrennet |
| -------------------------------------------------------------- | -------------------------------------------------------------- | -------------------------------------------------------------- | -------------------------------------------------------------- | -------------------------------------------------------------- |
| Datum                                                          | Disziplin                                                      | Erster Platz                                                   | Zweiter Platz                                                  | Dritter Platz                                                  |
| 19. März 2022                                                  | 54 km klassisch                                                | Astrid Øyre Slind                                              | Therese Johaug                                                 | Emilie Fleten                                                  |

| 11. Ski Classics von Vålådalen nach Åre – Årefjällsloppet | 11. Ski Classics von Vålådalen nach Åre – Årefjällsloppet | 11. Ski Classics von Vålådalen nach Åre – Årefjällsloppet | 11. Ski Classics von Vålådalen nach Åre – Årefjällsloppet | 11. Ski Classics von Vålådalen nach Åre – Årefjällsloppet |
| --------------------------------------------------------- | --------------------------------------------------------- | --------------------------------------------------------- | --------------------------------------------------------- | --------------------------------------------------------- |
| Datum                                                     | Disziplin                                                 | Erster Platz                                              | Zweiter Platz                                             | Dritter Platz                                             |
| 26. März 2022                                             | 100 km klassisch                                          | Astrid Øyre Slind                                         | Britta Johansson Norgren                                  | Ida Dahl                                                  |

| 12. Ski Classics in Bardufoss – Reistadløpet | 12. Ski Classics in Bardufoss – Reistadløpet | 12. Ski Classics in Bardufoss – Reistadløpet | 12. Ski Classics in Bardufoss – Reistadløpet | 12. Ski Classics in Bardufoss – Reistadløpet |
| -------------------------------------------- | -------------------------------------------- | -------------------------------------------- | -------------------------------------------- | -------------------------------------------- |
| Datum                                        | Disziplin                                    | Erster Platz                                 | Zweiter Platz                                | Dritter Platz                                |
| 2. April 2022                                | 50 km klassisch                              | Ebba Andersson                               | Marit Bjørgen                                | Astrid Øyre Slind                            |

| 13. Ski Classics von Äkäslompolo nach Levi – Ylläs–Levi | 13. Ski Classics von Äkäslompolo nach Levi – Ylläs–Levi | 13. Ski Classics von Äkäslompolo nach Levi – Ylläs–Levi | 13. Ski Classics von Äkäslompolo nach Levi – Ylläs–Levi | 13. Ski Classics von Äkäslompolo nach Levi – Ylläs–Levi |
| ------------------------------------------------------- | ------------------------------------------------------- | ------------------------------------------------------- | ------------------------------------------------------- | ------------------------------------------------------- |
| Datum                                                   | Disziplin                                               | Erster Platz                                            | Zweiter Platz                                           | Dritter Platz                                           |
| 9. April 2022                                           | 70 km klassisch                                         | Britta Johansson Norgren                                | Astrid Øyre Slind                                       | Thea Krokan Murud                                       |

### Gesamtwertung
| |                          |        |
| \| Rang \| Name \| Punkte \| \| ---- \| ------------------------ \| ------ \| \| 1. \| Britta Johansson Norgren \| 2299 \| \| 2. \| Ida Dahl \| 2132 \| \| 3. \| Astrid Øyre Slind \| 1960 \| \| 4. \| Lina Korsgren \| 1573 \| \| 5. \| Emilie Fleten \| 1434 \| \| 6. \| Sofie Elebro \| 1152 \| \| 7. \| Anikken Gjerde Alnæs \| 1108 \| \| 8. \| Heli Heiskanen \| 1000 \| \| 9. \| Kati Roivas \| 960 \| \| 10. \| Laila Kveli \| 917 \| |                          |        |
| Rang | Name                     | Punkte |
| 1. | Britta Johansson Norgren | 2299   |
| 2. | Ida Dahl                 | 2132   |
| 3. | Astrid Øyre Slind        | 1960   |
| 4. | Lina Korsgren            | 1573   |
| 5. | Emilie Fleten            | 1434   |
| 6. | Sofie Elebro             | 1152   |
| 7. | Anikken Gjerde Alnæs     | 1108   |
| 8. | Heli Heiskanen           | 1000   |
| 9. | Kati Roivas              | 960    |
| 10. | Laila Kveli              | 917    |